# Grainville-Langannerie
Grainville-Langannerie é uma comuna francesa na região administrativa da Normandia, no departamento Calvados. Estende-se por uma área de 5,3 km². Em 2010 a comuna tinha 709 habitantes (densidade: 133,8 hab./km²).